# Hinkutesu
Hinkutesu, jedna od tri skupine Manduka Indijanaca, šire grupe Nambikwara do Sul, s rezervata Terra Indígena Pirineus de Souza u Brazilskoj državi Mato Grosso. Njima srodne ostale dvije skupine su Siwaisu i Niyahlosu govore srodnim manduka dijalektima.
Kod Leo Wetzelsa spominje se naziv Hunkutesu